# .ma
.ma (Marrocos) é o código TLD (ccTLD) na Internet para Marrocos.